# Air Italy (2005)
Air Italy was een Italiaanse luchtvaartmaatschappij met thuisbasis in Milaan.

## Geschiedenis
Air Italy werd opgericht in 2005 door Marchin Envestments, BVMS limited en Pathfinder SA. In september 2006 nam Synergo SGR een aandeel van 40% met de bedoeling om een Egyptische dochter op te richten. In juli 2007 werd aangekondigd dat er een Poolse dochter zou worden opgericht onder de naam Air Italy Polska. In april 2013 werd Air Italy opgenomen in de merknaam Meridiana.

## Vloot
De vloot van Air Italy bestond in september 2011 uit:
- 2 Boeing 767-300ER
- 1 Boeing 757-200
- 3 Boeing 737-300
- 1 Boeing 737-400
- 3 Boeing 737-700
- 2 Boeing 767-200ER